# Opération Tanne Ost
Front de l'Est (Seconde Guerre mondiale)
Batailles
- Opération Nordlicht (1944)
- Opération Tanne Ost
- Bataille d'Olhava
- Bataille de Tornio
- Bataille de Rovaniemi
- Offensive Petsamo-Kirkenes

L'Opération Tanne Ost (en allemand : Unternehmen Tanne Ost) était le nom de code du plan d'attaque allemand pour occuper l'île de Suursaari (Hogland), dans le golfe de Finlande, lancé le 15 septembre 1944 dans le cadre du Front de l'Est durant la Seconde Guerre mondiale.

## Prélude
Cela a été précédé par la fin de la participation finlandaise à la Seconde Guerre mondiale du côté allemand (guerre de Continuation) et le retrait inévitable des troupes allemandes de Finlande (Opération Birke). Parallèlement à l'Opération Tanne Ost, le commandement naval allemand a également prévu une autre opération, celle de la capture des îles Åland (Opétation Tanne West ou Unternehmen Tanne West), qui n'a pas été réalisée.
L'objectif allemand était de bloquer, dans l'est de la mer Baltique, la ligne entre la ville finlandaise de Kotka jusqu'aux îles de Hogland et Bolchoï Tiouters en direction de la côte estonienne et d'envahir le nord de la Finlande. Dans le cas où les Finlandais céderaient les hautes terres aux Soviétiques dans le cadre d'un armistice, la ligne des champs de mines allemandes aurait été brisé et permettrait l'évasion de la flotte soviétique de la Baltique de la baie de Cronstadt.

## Action
L'île de Hogland, située dans une position stratégique, était contrôlée par une garnison de troupes finlandaises, alliées aux Allemands contre les Soviétiques depuis le début de la guerre sur le Front de l'Est. Cependant, le 4 septembre 1944, les Finlandais avaient signé un armistice avec l'URSS, prélude à leur capitulation ultérieure. 

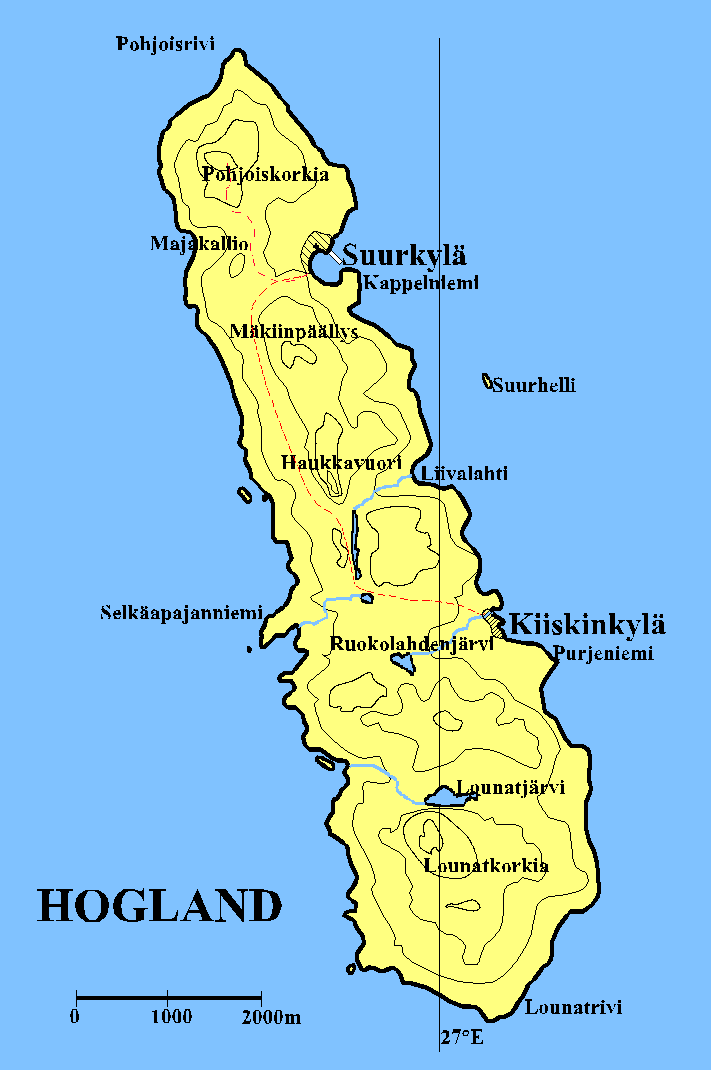
L'île Hogland (Suuraari)

Le 15 septembre 1944, une première vague de 1 400 hommes de la Wehrmacht et de la  Kriegsmarine,  dirigée par le capitaine de vaisseau Karl-Conrad Mecke, est chargée sur les navires à Tallinn. Avant l'assaut, le commandant allemand a tenté de convaincre le commandant finlandais de l'île de se rendre sans offrir aucune résistance. Les négociations ont été un échec total et l'invasion a commencé. Lorsque les navires allemands ont approché Hogland, l'armée finlandaise stationnée sur l'île a ouvert le feu. Cependant, la plupart des troupes allemandes atteignent les plages, bien que les difficultés persistent, car la défense finlandaise est beaucoup plus nombreuse que prévu. Deux patrouilleurs finlandais ont été piégés dans le port du port de Suurkylä. Après l'aube, les Soviétiques ont bombardé des navires allemands, et plus tard ont bombardé des positions allemandes et finlandaises sur l'île. 
Une deuxième vague de troupes allemandes s'est retirée avant de pouvoir débarquer. Les torpilleurs de la marine finlandaise ont coulé plusieurs navires allemands.

## Résultat

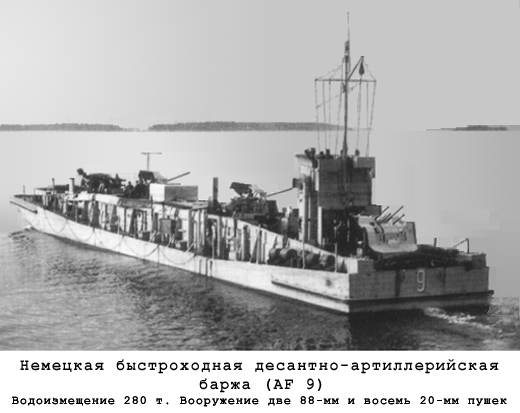
Engin de débarquement allemand

Après cela, les navires allemands ont décidé de se retirer, car ils ne pouvaient pas établir de connexion radio avec les troupes de débarquement. L'opération s'est soldée par un échec complet, avec la capture par les troupes finlandaises de 1 231 prisonniers allemands.
L'armée de l'air soviétique a mené trois attaques contre les positions allemandes et leurs navires. Les attaques ont également fait des victimes finlandaises. Les Allemands n'ont pas permis au croiseur lourd Prinz Eugen de soutenir l'invasion, démontrant la peur de la menace aérienne soviétique dans la région.
Cette opération a marqué le début des hostilités entre les troupes allemandes et finlandaises, connues sous le nom de guerre de Laponie. Avant cela, les Allemands avaient effectué leur retrait du nord de la Finlande sans incident.